# Baronia di Kendal

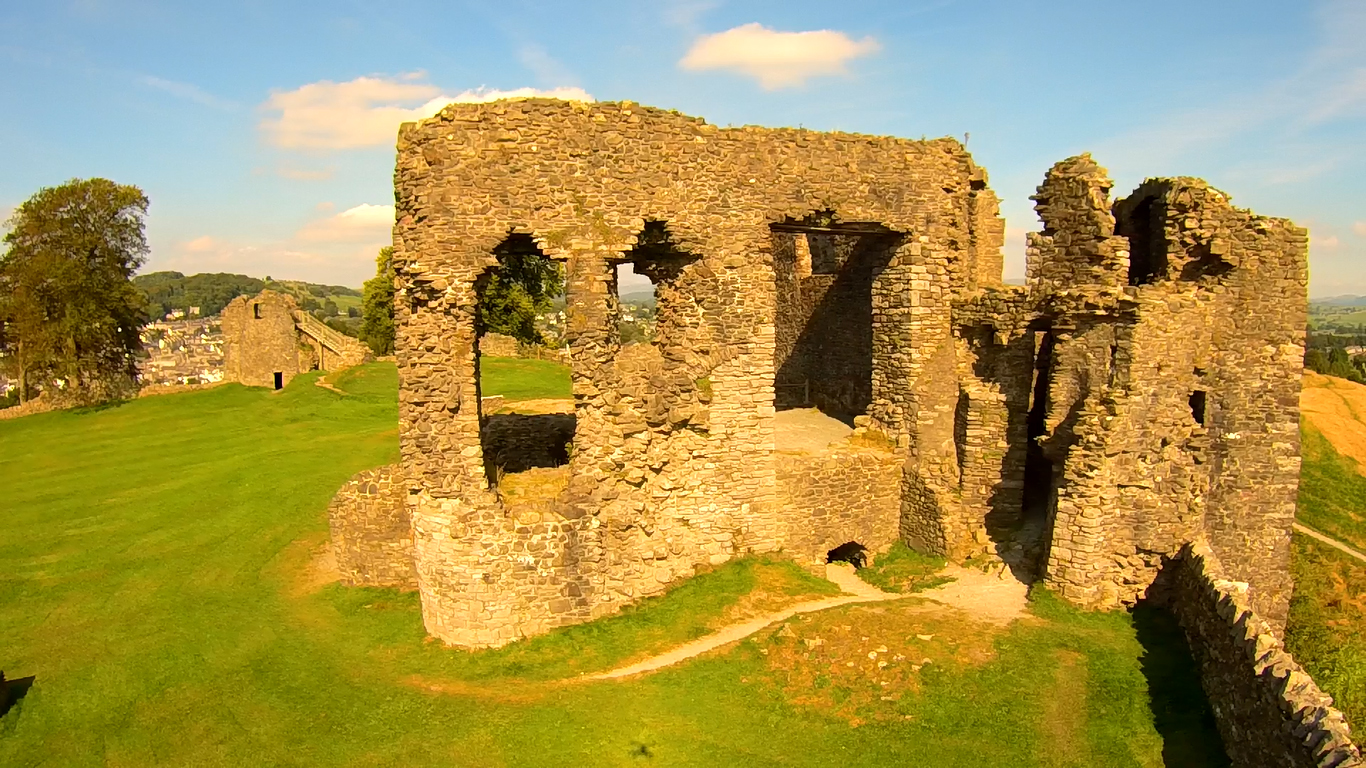
Il castello di Kendal

La Baronia di Kendal è una suddivisione della contea storica inglese di Westmorland, nell'Inghilterra settentrionale, assieme alla Baronia di Westmorland (anche conosciuta come North Westmorland o Baronia di Appleby). Nel 1974 l'intera contea diventò parte della moderna contea di Cumbria. Il caput baroniae era il castello di Kendal.